# Templo Longhua

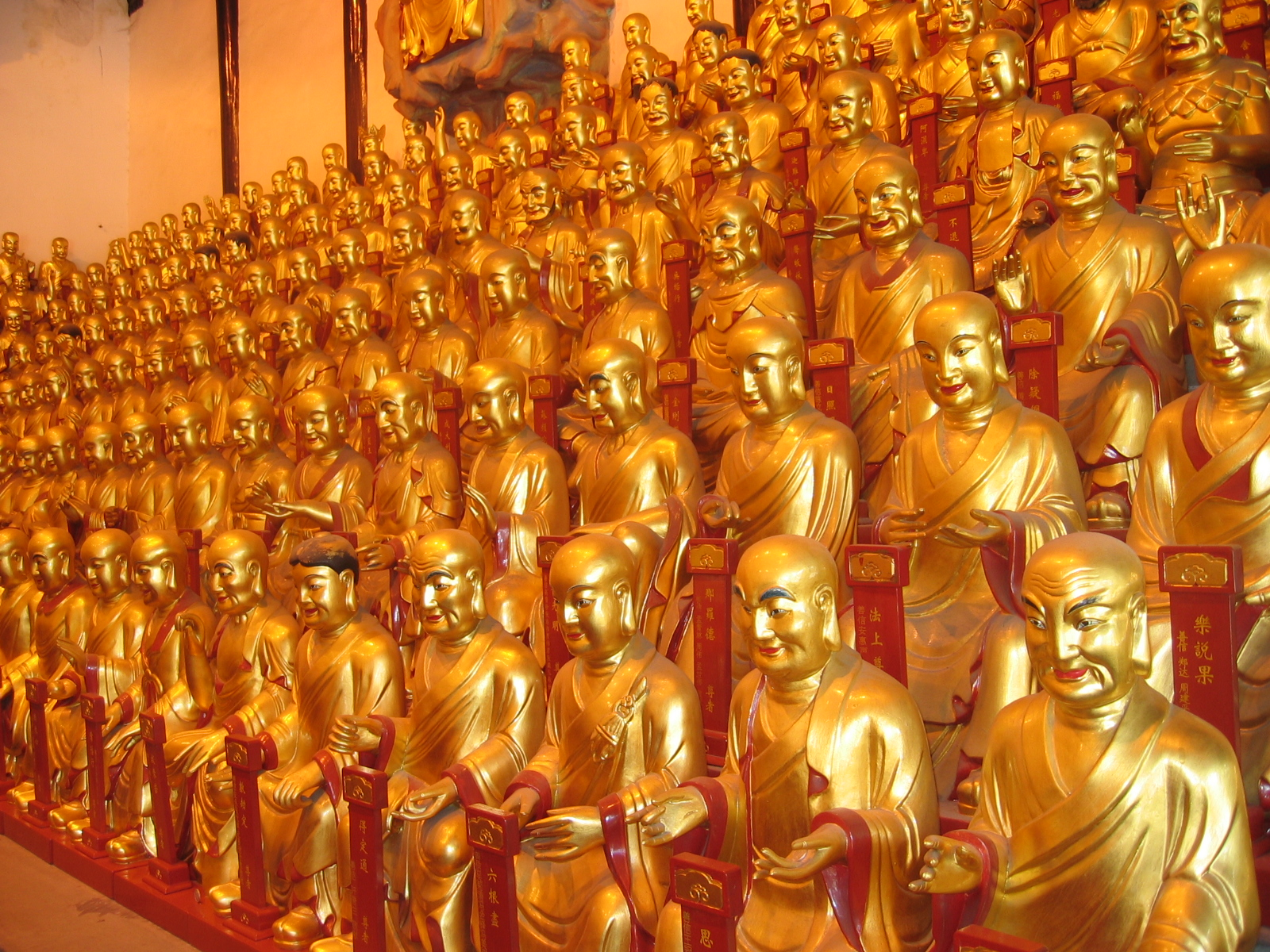
Estátuas de 500 arhats, aqueles que alcançaram o Nirvana.

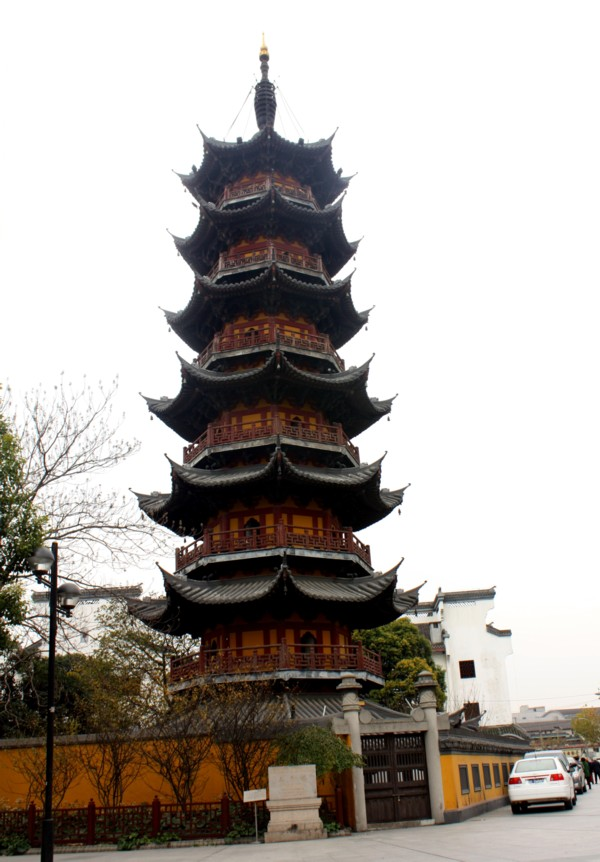
Pagode Longhua no distrito de Xuhui.

O Templo Longhua (chinês tradicional: 龍華寺, chinês simplificado: 龙华寺, pinyin: Lónghúa Sì, chinês de Xangai: Lon-ngu-zy alternativamente Templo Lunghwa; literalmente "Templo da Flor do Dragão") é um templo budista dedicado ao Buda Maitreya localizado na cidade de Xangai. Embora a maioria dos edifícios atuais data de reconstruções posteriores, o templo preserva o projeto arquitetônico de um mosteiro da dinastia Sung (960-1279) da Escola Chan. É o maior, mais autêntico e completo complexo de templos antigos da cidade de Xangai.

## Pagode Longhua
O Pagode Longhua (龙华塔) é uma das edificações do templo e é o mais conhecido dos 16 pagodes históricos que ainda existem no município de Xangai. O seu piso tem um formato octogonal. O tamanho dos sete andares diminui de baixo para cima. O pagode consiste em um núcleo de tijolo oco, semelhante a um tubo, cercado por uma escada de madeira. Do lado de fora, é decorado com varandas, corrimãos e beirais arrebitados. Essas decorações externas foram reconstruídas de acordo com o estilo original.
Embora os pagodes anteriores existissem no mesmo local, a base e o corpo de tijolos atuais do pagode foram construídos em 977 sob o reino Wuyue (907–978), com renovações contínuas de seus componentes de madeira mais frágeis no exterior. Por causa de sua idade, o pagode é frágil e não está aberto ao público.